# Аскія Мохаммад IV
Аскія Мохаммад IV (д/н — 1588) — 10-й володар імперії Сонгаї в 1586—1588 роках.

## Життєпис
Походив з династії Аскія. Син Аскії Дауда. Про молоді роки відомостей обмаль. При народженні отримав ім'я Бано.
У 1586 році спільно з братами Ісхаком і Мохаммадом аль-Садеком повалив іншого брата Аскію Мохаммада III, який невдовзі помер. Здобув трон, узявши ім'я Аскія Мохаммад.
Основну увагу приділяв збереженню влади. Тому призначив брата Мохаммада аль-Садека і Ісхака керувати незначною областю, а потім стратив братів Мохаммада Бонкана і аль-хаді, яких вважав найнебезпечнішими. Лише брату Саліху довірив керувати західною частиною імперії на посаді курміна-фарі. Подальшими стратами та звільненнями впливових сановників періоду правління Аскії Дауда призвело до втрати підтримки Аскії Мохаммада IV.
1588 року повстав Мхаммад аль-Садек, який здолав курміна-фарі Саліха, після чого рушив на столицю імперії — Гао, яку за підтримки місцевих мешканців та знаті захопив. Проти нього виступило декілька військ, які спрямував Аскія Мохаммад IV. Втім напередодні штурму Гао він раптово помер. Але війська Аскії захопили Гао, під час чого аль-Садек загинув або вчинив самогубство. Новим володарем став інший брат Ісхак.